# Ситець

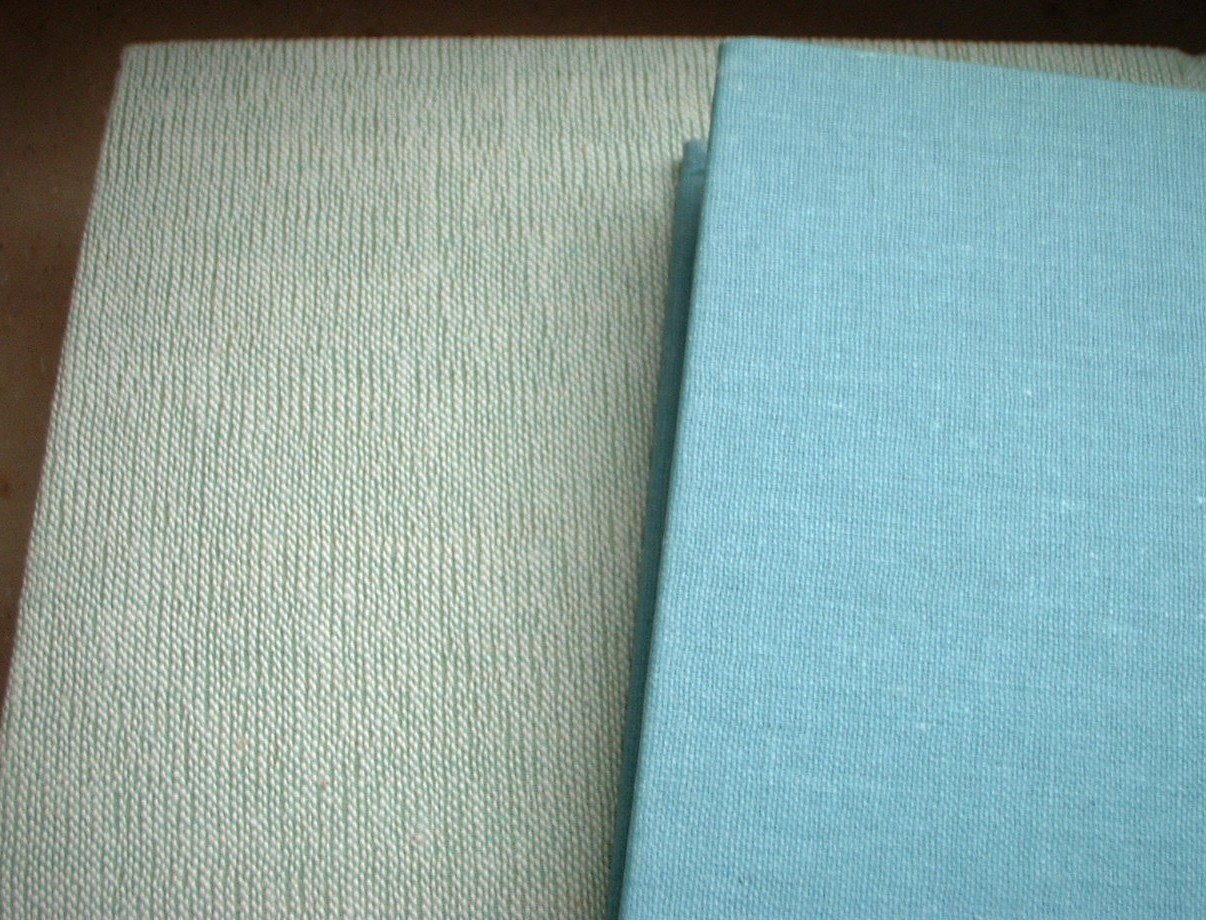
Книжки в обкладинках з міткалю

Си́тець (через рос. посередництво від нід. sits, що походить від гінді छींट) — легка бавовняна тканина, що отримується в результаті спеціальної обробки суворого міткалю. Тканина набагато грубіше мусліну, але менш груба і товста, ніж джинсова тканина.  Широко використовується для виготовлення легкого жіночого і дитячого одягу, чоловічих сорочок, постільної білизни, завіс і т. д. 
Тканина родом з міста Калікут на південному заході Індії. Її виготовляли традиційні ткачі, яких називали каліями. Необроблений ситець фарбувався й мав друк у яскравих відтінках, а ситцеві принти стали популярними в Європі.
Ситець також мав величезну популярність в Радянському Союзі. В умовах дефіциту тканин саме дешевий ситець яскравого розфарбовування (відомий вираз «веселенький ситець») йшов на сукні. Оскільки перше, що необхідне в домі молодятам — вироби з тканини (завіски, постільна білизна, домашній одяг), першу річницю одруження називали «ситцевим весіллям». На неї заведено дарувати постільну білизну, рушники і інші вироби з тканини.